# Tisovac Žumberački
 Tisovac Žumberački  falu Horvátországban Zágráb megyében. Közigazgatásilag Szamoborhoz tartozik.

## Fekvése
Zágrábtól 35 km-re, községközpontjától 15 km-re nyugatra a Zsumberk-Szamobori-hegység keleti lejtőin fekszik. Településrésze: Koretić-Mlin

## Története
1830-ban 9 házában 107 görögkatolikus lakos élt, közülük egy nemesi család a Deviluk nemzetség.
A falunak 1857-ben 133, 1910-ben 115 lakosa volt. Trianon előtt Zágráb vármegye Szamobori járásához tartozott. A falunak  2011-ben már csak 2 állandó lakosa volt. A mrzlopoljei Szent Péter és Pál plébániához tartoznak.

## Lakosság
| Lakosság változása | Lakosság változása | Lakosság változása | Lakosság változása | Lakosság változása | Lakosság változása | Lakosság változása | Lakosság változása | Lakosság változása | Lakosság változása | Lakosság változása | Lakosság változása | Lakosság változása | Lakosság változása | Lakosság változása | Lakosság változása |
| ------------------ | ------------------ | ------------------ | ------------------ | ------------------ | ------------------ | ------------------ | ------------------ | ------------------ | ------------------ | ------------------ | ------------------ | ------------------ | ------------------ | ------------------ | ------------------ |
| 1857               | 1869               | 1880               | 1890               | 1900               | 1910               | 1921               | 1931               | 1948               | 1953               | 1961               | 1971               | 1981               | 1991               | 2001               | 2011               |
| 133                | 197                | 237                | 265                | 285                | 115                | 101                | 99                 | 81                 | 87                 | 73                 | 46                 | 33                 | 11                 | 7                  | 2                  |

## Külső hivatkozások
- Szamobor hivatalos oldala
- A zsumberki közösség honlapja
- Szamobor város turisztikai egyesületének honlapja